# 傑里·曼努埃爾
傑里·曼努埃爾（Jerry Manuel，1953年12月23日—），前美國棒球運動員，曾於美國職棒大聯盟（MLB）擔任球員及教練，現在在MLB旗下的電視台MLB Network擔任分析師。在大聯盟執教生涯中曾擔任芝加哥白襪隊及紐約大都會隊擔任總教練。2000年帶領白襪隊打出95勝67敗的成績並進入季後賽，該年也獲得美聯最佳教練；2008球季接手大都會隊後打出55勝38敗佳績，但最後大都會隊以些微差距未進季後賽。

## 外部連結
- 球員資訊和成績在Baseball-Reference，Fangraphs，The Baseball Cube，Baseball-Reference (Minors)（英文）
- Jerry Manuel Coaching Records （页面存档备份，存于）
- Retrosheet （页面存档备份，存于）
- Pura Pelota : Venezuelan Professional Baseball League statistics （页面存档备份，存于）